# Веприк, Олег Алексеевич
Оле́г Алексе́евич Вепри́к (укр. Олег Олексійович Веприк; род. 2 апреля 1983, Ивано-Франковск) — украинский футболист, выступавший на позиции полузащитника. В настоящее время — функционер клуба «Прикарпатье» (Ивано-Франковск).

## Биография

### Клубная карьера
Начал заниматься футболом в Ивано-Франковске в ДЮСШ-3 у тренера Ярослава Серемчука. После занимался во львовской УФК. В 2001 году начал выступать за «Карпаты-2» во Второй лиге, после также выступал за «Карпаты-3» (впоследствии команда называлась «Галичина-Карпаты»). Его также приглашали в ФК «Львов». 7 мая 2002 года дебютировал за основу «Карпат» в Высшей лиге в матче против «Александрии» (0:0), Веприк начал матч в основе, но на 78 минуте он был заменён на Душана Шимича. В августе 2002 года принял участие в прощальном матче Богдана Стронцицкого. В сезоне 2005/06 стал вместе с командой серебряным призёром Первой лиги и дошёл до полуфинала Кубка Украины. Всего за «Карпаты» провёл 59 матчей и забил 7 голов. В конце мая 2006 года разорвал контракт с «Карпатами».
В июне 2006 года побывал на просмотре в харьковском «Металлисте». Летом 2006 года перешёл в Ивано-Франковский «Спартак». В команде провёл полгода и сыграл 14 матчей и забил 2 гола в Первой лиге и 1 матч в Кубке Украины. После играл за «Николаев» в Первой лиге, в команде стал основным игроком и сыграл 39 матчей и забил 5 мячей.
В июле 2008 года перешёл в «Крымтеплицу» из Молодёжного. В команде в Первой лиге провёл 17 матчей и забил 1 гол. В июле 2009 года покинул расположение команды. Летом 2009 года побывал на просмотре в «Прикарпатье» из родного Ивано-Франковска. После выступал в любительском чемпионате Украины за «Карпаты» (Яремче). С 2010 года выступает за «Карпаты» из Яремче в чемпионате Ивано-Франковской области.
В январе 2017 года перешёл в иванофранковский «Тепловик», позже переименованный в «Прикарпатье».
В июле 2019 года завершил карьеру игрока, но остался в клубе «Прикарпатье» на должности администратора и тренера U-18.

### Карьера в сборной
За молодёжную сборную Украины до 21 года провёл 1 матч, 10 февраля 2003 года в выездном поединке против Египта (1:3), Веприк начал матч в основе, а на 69 минуте он получил вторую жёлтую карточку и был удалён с поля.

## Достижения
- Серебряный призёр Первой лиги Украины (1): 2005/06
- Полуфиналист Кубка Украины (1): 2005/06

## Личная жизнь
В июле 2007 года женился.